# Associazione Calcio Femminile Pordenone Ledisan 1977
Questa voce raccoglie le informazioni riguardanti la Associazione Calcio Femminile Pordenone Ledisan nelle competizioni ufficiali della stagione 1977.

## Rosa
Rosa aggiornata all'inizio della stagione.
| N. |                   | Ruolo | Calciatrice            |
| -- | ----------------- | ----- | ---------------------- |
| 1  | Italia (bandiera) | P     | Edi Camerotto          |
|    | Italia (bandiera) |       | Maria Grazia Camerotto |
| 2  | Italia (bandiera) | D     | Luciana Cesarotto      |
|    | Italia (bandiera) |       | Savina Fantino         |
|    | Italia (bandiera) |       | Adriana Franzolini     |
|    | Italia (bandiera) |       | Raffaella Massarutto   |
|    | Italia (bandiera) |       | Sandra Mazzoli         |
|    | Italia (bandiera) |       | Franca Miotto          |
|    | Italia (bandiera) |       | Dora Morson            |

| N. |                   | Ruolo | Calciatrice         |
| -- | ----------------- | ----- | ------------------- |
|    | Italia (bandiera) |       | Luisa Morson        |
|    | Italia (bandiera) |       | Rosanna Papais      |
|    | Italia (bandiera) |       | Claudia Produrotti  |
| 4  | Italia (bandiera) | C     | Giacomina Puntel    |
| 8  | Italia (bandiera) | C     | Franca Quas         |
|    | Italia (bandiera) |       | Carmela Rota        |
| 3  | Italia (bandiera) | D     | Lidia Sartor        |
|    | Italia (bandiera) |       | Beatrice Toneguzzo  |
|    | Italia (bandiera) |       | Antonella Vendramin |